# Prayer in C
Prayer in C è un singolo del duo musicale francese Lilly Wood and the Prick e del DJ tedesco Robin Schulz, pubblicato il 6 giugno 2014 come secondo estratto dal primo album in studio di Robin Schulz Prayer.

## Descrizione
Il brano originale, ad opera dei Lilly Wood and the Prick, è stato pubblicato nel 2010 all'interno del loro album Invincible Friends. Nel 2014 Robin Schulz ne ha realizzato un remix dopo aver ricevuto una copia in CD di Invincible Friends, e inizialmente lo ha reso disponibile come download gratuito, a causa di alcuni problemi di copyright sorti con l'etichetta del duo, la Wagram.

## Video musicale
Per la versione remixata è stato realizzato un video musicale, reso disponibile su YouTube il 20 maggio 2014: diretto da Maxim Rosenbauer, è stato girato a Berlino ed è stato descritto come «un classico party estivo».

## Tracce
Testi e musiche di Benjamin Cotto e Nili Hadida.
Download digitale, streaming
1. Prayer in C (Robin Schulz Remix Radio Edit) – 3:09

CD
1. Prayer in C (Robin Schulz Remix Radio Edit) – 3:09
2. Prayer in C (Robin Schulz Remix) – 5:22

## Classifiche

### Classifiche settimanali
| Classifica (2014-15) | Posizione massima |
| -------------------- | ----------------- |
| Australia            | 7                 |
| Austria              | 1                 |
| Belgio (Fiandre)     | 1                 |
| Belgio (Vallonia)    | 1                 |
| Canada               | 12                |
| Danimarca            | 1                 |
| Finlandia            | 1                 |
| Francia              | 1                 |
| Germania             | 1                 |
| Irlanda              | 1                 |
| Italia               | 1                 |
| Libano               | 1                 |
| Lussemburgo          | 1                 |
| Norvegia             | 1                 |
| Nuova Zelanda        | 5                 |
| Paesi Bassi          | 1                 |
| Polonia              | 1                 |
| Regno Unito          | 1                 |
| Repubblica Ceca      | 1                 |
| Slovacchia           | 1                 |
| Slovenia             | 1                 |
| Spagna               | 1                 |
| Stati Uniti          | 23                |
| Svezia               | 1                 |
| Svizzera             | 1                 |
| Ungheria             | 1                 |

### Classifiche di fine anno
| Classifica (2014) | Posizione |
| ----------------- | --------- |
| Australia         | 43        |
| Austria           | 4         |
| Belgio (Fiandre)  | 2         |
| Belgio (Vallonia) | 2         |
| Danimarca         | 11        |
| Francia           | 2         |
| Germania          | 6         |
| Italia            | 6         |
| Paesi Bassi       | 4         |
| Polonia           | 6         |
| Regno Unito       | 22        |
| Slovenia          | 12        |
| Svezia            | 13        |
| Svizzera          | 2         |
| Ungheria          | 3         |
| Classifica (2015) | Posizione |
| Belgio (Vallonia) | 61        |
| Canada            | 46        |
| Francia           | 31        |
| Germania          | 100       |
| Italia            | 47        |
| Paesi Bassi       | 72        |
| Slovenia          | 19        |
| Svizzera          | 39        |
| Ungheria          | 56        |

### Classifiche di fine decennio
| Classifica (2010-19) | Posizione |
| -------------------- | --------- |
| Germania             | 41        |